# Metatiron brevidactylus
Metatiron brevidactylus is een vlokreeftensoort uit de familie van de Synopiidae. De wetenschappelijke naam van de soort is voor het eerst geldig gepubliceerd in 1957 door Pillai.